# Lancetes towianicus
Lancetes towianicus is een keversoort uit de familie waterroofkevers (Dytiscidae). De wetenschappelijke naam van de soort is voor het eerst geldig gepubliceerd in 1924 door Zimmermann.